# Sophie Schönberger
Sophie-Charlotte Schönberger (* 1979 als Sophie-Charlotte Lenski) ist eine deutsche Rechtswissenschaftlerin. Sie ist seit 2018 Professorin für Öffentliches Recht, Kunst- und Kulturrecht an der Heinrich-Heine-Universität Düsseldorf und Ko-Direktorin des Instituts für Deutsches und Internationales Parteienrecht und Parteienforschung.

## Leben
Schönberger studierte zunächst von 1997 bis 2000 Techno- und Wirtschaftsmathematik in Berlin und von 2000 bis 2005 Rechtswissenschaft an der Humboldt-Universität zu Berlin, der LUISS in Rom und der Université Paris Ouest Nanterre La Defense (Paris X). Nach ihrem Ersten Staatsexamen arbeitete sie als wissenschaftliche Mitarbeiterin am Lehrstuhl von Michael Kloepfer an der Humboldt-Universität und wurde nach nur einem Jahr mit einer Arbeit zu Personenbezogener Massenkommunikation als verfassungsrechtliches Problem promoviert. Von 2005 bis 2007 absolvierte sie das Rechtsreferendariat in Berlin, mit Stationen in Venedig und Paris.
Nach dem Zweiten Staatsexamen war sie wissenschaftliche Mitarbeiterin am Lehrstuhl von Jens Kersten an der Universität Bayreuth. Sie folgte Kersten 2008 an die Ludwig-Maximilians-Universität München, wo sie Akademische Rätin war und 2012 mit einer Arbeit zum Thema Öffentliches Kulturrecht – Materielle und immaterielle Kulturwerke zwischen Schutz, Förderung und Wertschöpfung habilitierte. Sie erhielt die Venia legendi für die Fächer Öffentliches Recht, Europarecht, Medienrecht und Rechtstheorie.
Nach einem Semester als Lehrstuhlvertreterin wurde sie im Wintersemester 2012 auf die Professur für Staats- und Verwaltungsrecht, Medienrecht, Kunst- und Kulturrecht an der Universität Konstanz berufen. Zum Wintersemester 2018 wurde Schönberger als Nachfolgerin von Martin Morlok an die Heinrich-Heine-Universität Düsseldorf berufen. Dort übernahm sie einen Lehrstuhl für Öffentliches Recht, Kunst- und Kulturrecht sowie – gemeinsam mit dem Politikwissenschaftler Thomas Poguntke – die Leitung des interdisziplinären Instituts für Deutsches und Internationales Parteienrecht und Parteienforschung. Schönberger erstellte 2021 mit Eva Schlotheuber die Online-Dokumentation „Die Klagen der Hohenzollern“ zu den Entschädigungsforderungen der Hohenzollern.
Von 2018 bis 2023 war sie Prozessbevollmächtigte in einem abstrakten Normenkontrollverfahren vor dem Bundesverfassungsgericht, das von den Abgeordneten der Fraktionen DIE LINKE, Bündnis 90/Die Grünen und FDP eingeleitet wurde (Az. 2 BvF 2/18). Das Verfahren richtete sich gegen die Erhöhung der Parteienfinanzierung durch die Große Koalition. Den Bundestag vertrat Schönberger 2024 vor dem Bundesverfassungsgericht im Rahmen von Organstreitverfahren der AfD über die Wahl von Ausschuss-Vorsitzenden.
Am 22. November 2024 wurde bekannt, dass sie einen Ruf der Freien Universität Berlin angenommen hat und ab dem 1. September 2025 einen Lehrstuhl für Öffentliches Recht mit Schwerpunkt Verfassungsrecht innehaben wird.
Seit 2016 ist sie mit dem Staatsrechtler Christoph Schönberger verheiratet.

## Veröffentlichungen (Auswahl)
- Personenbezogene Massenkommunikation als verfassungsrechtliches Problem – Das allgemeine Persönlichkeitsrecht in Konflikt mit Medien, Kunst und Wissenschaft (= Schriften zum öffentlichen Recht. Band 1052). Duncker & Humblot, Berlin 2007, ISBN 978-3-428-12357-5 (Dissertation).
- Parteiengesetz und Recht der Kandidatenaufstellung – Handkommentar. Nomos, Baden-Baden 2011, ISBN 978-3-8329-1393-9.
- Öffentliches Kulturrecht. Materielle und immaterielle Kulturwerke zwischen Schutz, Förderung und Wertschöpfung (= Jus publicum. Band 220). Mohr Siebeck, Tübingen 2013, ISBN 978-3-16-152044-0 (Zugleich: München, Universität, Habilitationsschrift, 2011/12).
- Batik in Bethlehem, Hikaye in Hannover. Der rechtliche Schutz des Kulturerbes zwischen kulturellem Internationalismus und nationaler Identität (= Schriften zum Kunst- und Kulturrecht. Band 19). Nomos, Baden-Baden 2014, ISBN 978-3-8487-1618-0.
- Was heilt Kunst? Die späte Rückgabe von NS-Raubkunst als Mittel der Vergangenheitspolitik. Wallstein, Göttingen 2019, ISBN 978-3-8353-4386-3.
- Was soll zurück? Die Restitution von Kulturgütern im Zeitalter der Nostalgie. C. H. Beck, München 2021, ISBN 978-3-406-77687-8.[8]
- Geschichte vor Gericht. In: FASZ vom 13. November 2022 (zur Hohenzollern-Debatte), online (F+).
- Zumutung Demokratie: Ein Essay. C. H. Beck, München 2023, ISBN 978-3-406-80008-5.
- mit Christoph Schönberger: Die Reichsbürger. Ermächtigungsversuche einer gespenstischen Bewegung. C. H. Beck, München 2023, ISBN 978-3-406-80750-3.